# Quadrat Bottrop

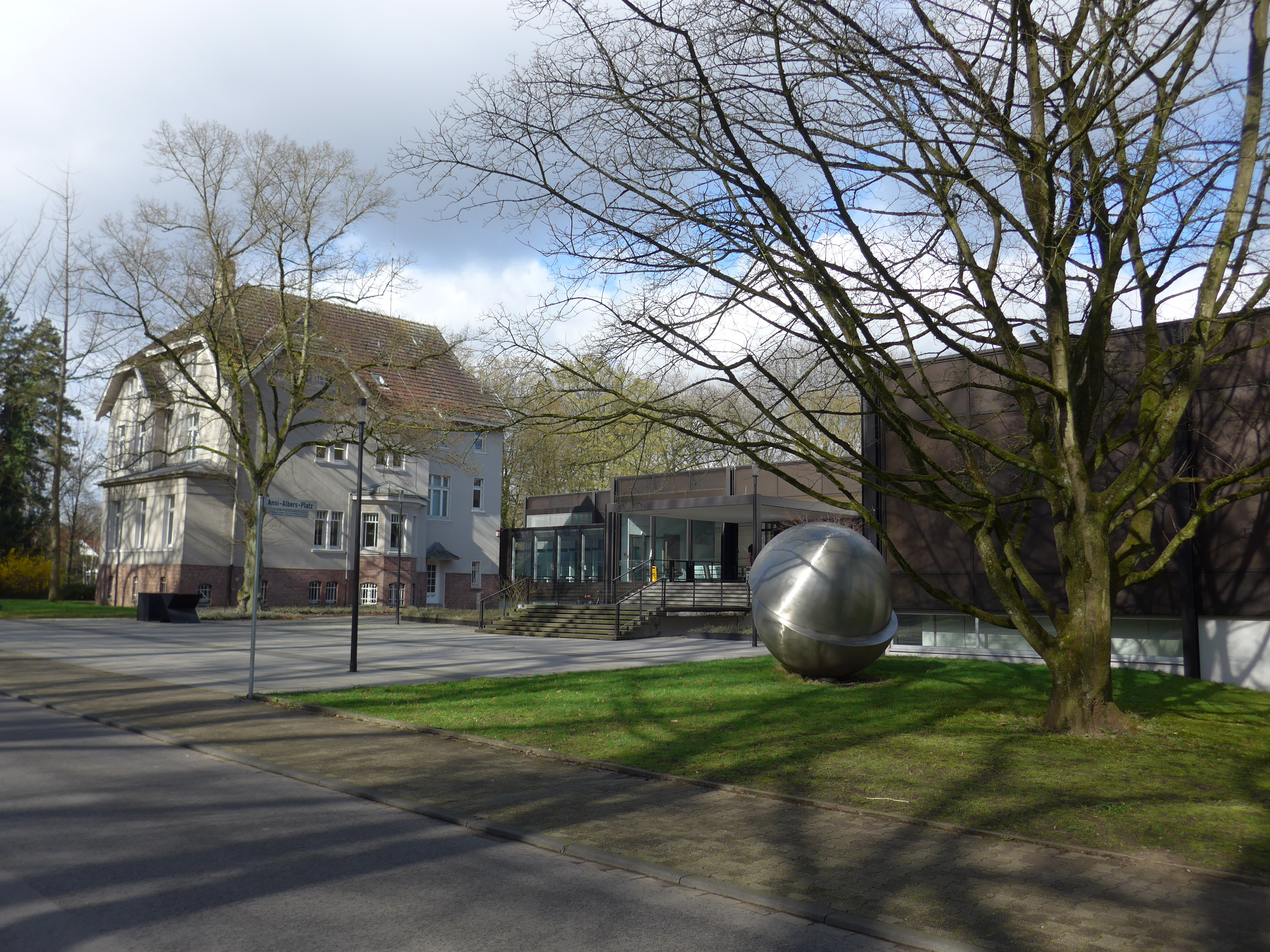
Altbau und Eingangssituation mit dem Küppersbau von 1976

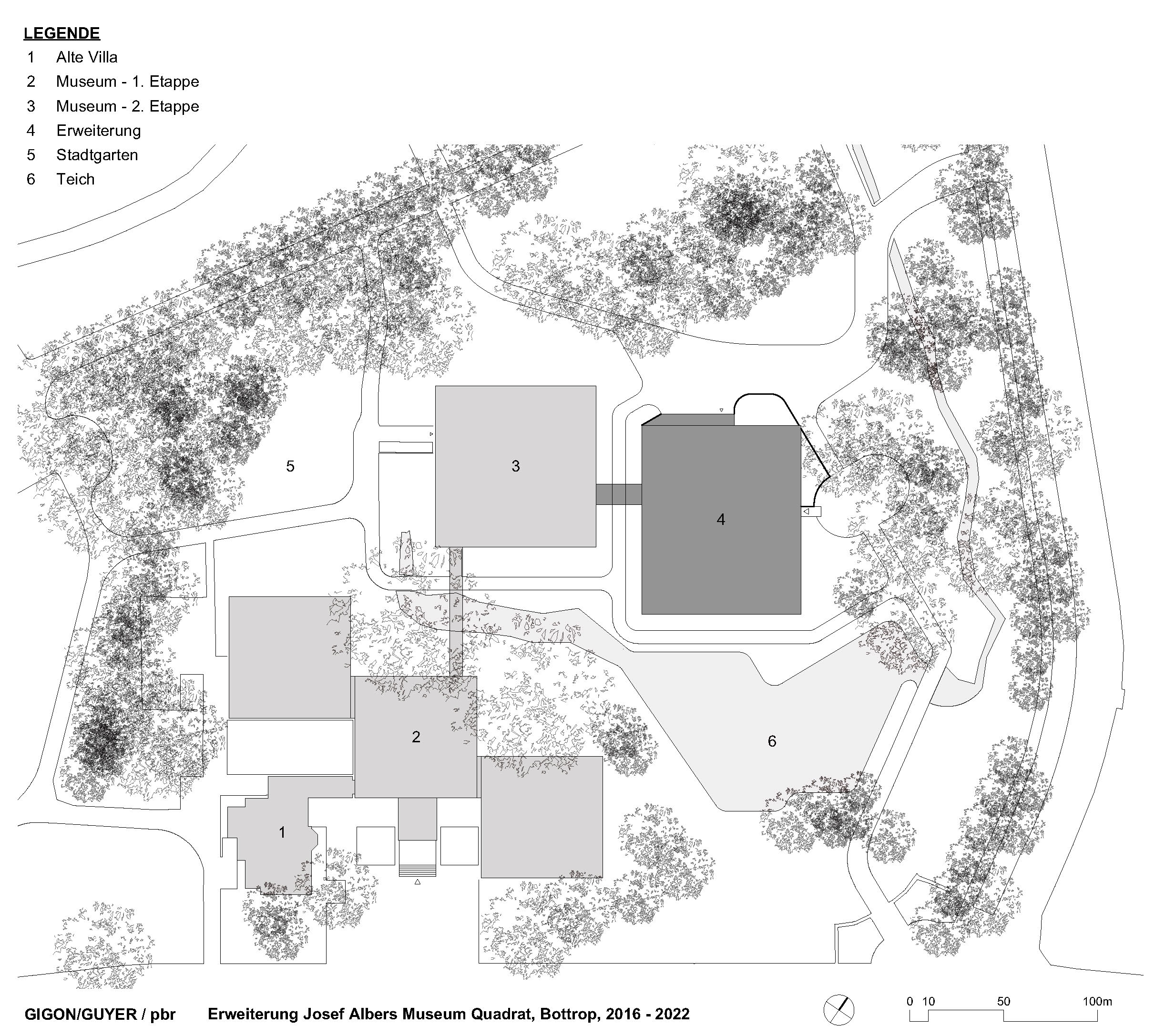
Lageplan mit dem Neubau von 2022

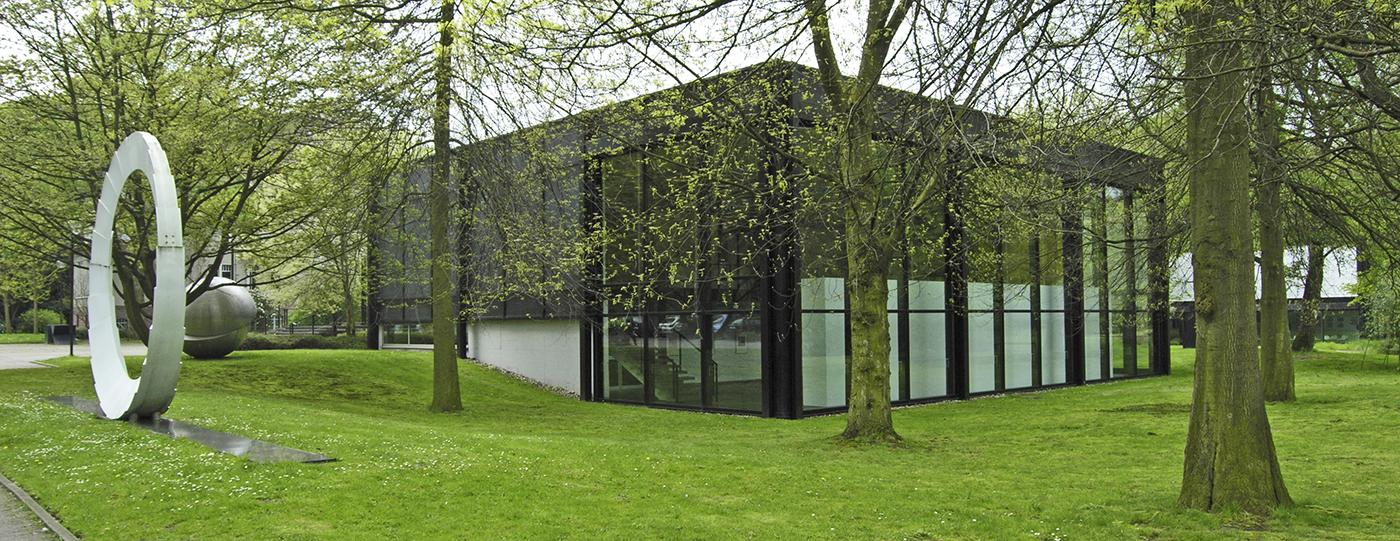
Das östliche der drei Quadrate von 1976

Das Josef Albers Museum Quadrat ist ein städtischer Museumskomplex im Stadtgarten von Bottrop, der zuerst als Heimatmuseum gegründet und später für die international bedeutende Sammlung des in Bottrop geborenen Künstlers Josef Albers mehrfach erweitert wurde. Die Adresse 46236 Bottrop, Im Stadtgarten 20 wurde 2021 in Anni-Albers-Platz 1 umbenannt.

## Geschichte
15 Jahre, nachdem der rasant wachsende Bergbauort Stadtrechte bekam, begann 1934 eine heimatkundliche Sammeltätigkeit in Räumen des damaligen Marienhospitals. Die Bestände wurden im Zweiten Weltkrieg zerstört. Nach dem Krieg kam Arno Heinrich nach Bottrop, der sich autodidaktisch zum Fossilienkenner herangebildet hatte und 1957 zum amtlichen „Pfleger für kulturgeschichtliche Altertümer für den Stadtkreis Bottrop“ bestellt wurde. 1958 fand er bei Gladbeck das einzige fast vollständige Skelett des Waldwisents in Europa. 1961 bezogen dieser Sensationsfund und die bedeutenden Sammlungen Heinrichs das neu gegründete Heimatmuseum in der ehemaligen Villa von 1903.
Eine noch vergleichsweise kleine Schenkung eigener Werke durch Josef Albers im Jahr 1970, als ihm die Ehrenbürgerwürde der Stadt verliehen wurde, nahm diese zum Anlass, einen großzügigen Neubau für ein Kunstmuseum zu planen. Sein Architekt war der Bottroper Baudirektor Bernhard Küppers, der mit dem am 4. September 1976 eröffneten Neubau Prinzipien des Bauhauses folgte. Sein Name Quadrat bezieht sich als Huldigung an den Künstler und sein Hauptwerk, die Bilderserie Homage to the Square, auf den entsprechenden Grundriss der Gebäude. Noch vor der Eröffnung des Museums verstarb Josef Albers im März 1976 in Amerika. Seine Witwe Anni übergab 1979 dem Museum über 300 Werke (85 Gemälde, 250 Grafiken) als Schenkung, so dass bald eine Erweiterung des Museums beschlossen wurde, die das Haus noch stärker auf Josef Albers und sein Werk fokussierte. Am 25. Juni 1983 wurde dieser wiederum von Küppers auf quadratischem Grundriss konzipierte Bau eröffnet.
Um Sonderausstellungen zeigen zu können, ohne die Dauerpräsentation einzuschränken, bessere klimatische Verhältnisse zu schaffen und Raum für die Museumspädagogik, das Kunstdepot und eine Werkstatt zu gewinnen, wurde ab 2016 eine zusätzliche Erweiterung entwickelt, die am 18. Oktober 2022 als „Josef-Albers-Galerie“ eröffnet wurde.

### Museumsleiter
Gründungsdirektor des Kunstmuseums war Ulrich Schumacher, Sohn des zum Informel gerechneten Malers Emil Schumacher. Ihm folgte ab 1. März 2003 der Detmolder Heinz Liesbrock, der das Museum bis zu seinem Ruhestand leitete. Zum 1. Oktober 2022 übernahm Linda Walther die Leitung des Quadrats.

### Auszeichnungen
Die deutsche Sektion der AICA wählte 2006 das Quadrat zum „Museum des Jahres 2006“. Die Jury würdigte das Haus für das „intelligente und von modischen Tendenzen des Kunstmarktes unabhängige, seit über 30 Jahren konsequent verfolgte Ausstellungs- und Sammlungsprogramm“.
Im Oktober 2023 wurde der Erweiterungsbau nach Entwürfen von Gigon / Guyer und dem pbr Planungsbüro mit dem Arc Award der Schweizer Baudokumentation in der Kategorie Freizeit & Lifestyle ausgezeichnet. 2023 wurde der Erweiterungsbau – Josef-Albers-Galerie – vom BDA Nordrhein-Westfalen mit dem Architekturpreis Vest Recklinghausen und Gelsenkirchen und 2024 mit dem Architekturpreis Nordrhein-Westfalen ausgezeichnet.

## Architektur

### Museum für Ur- und Ortsgeschichte
Die heimatgeschichtlichen Sammlungen sind seit 1962 in der denkmalgeschützten ehemaligen Villa des ersten Bottroper Amtsgerichtsleiters, einem schlichten zweigeschossigen Putzbau mit Sandsteinsockel aus dem Jahr 1903 untergebracht.
Von 2011 bis 2013 wurde dieser Museumsbereich baulich saniert, ab 2013 auch die inhaltliche Ausgestaltung der Innenräume erneuert.

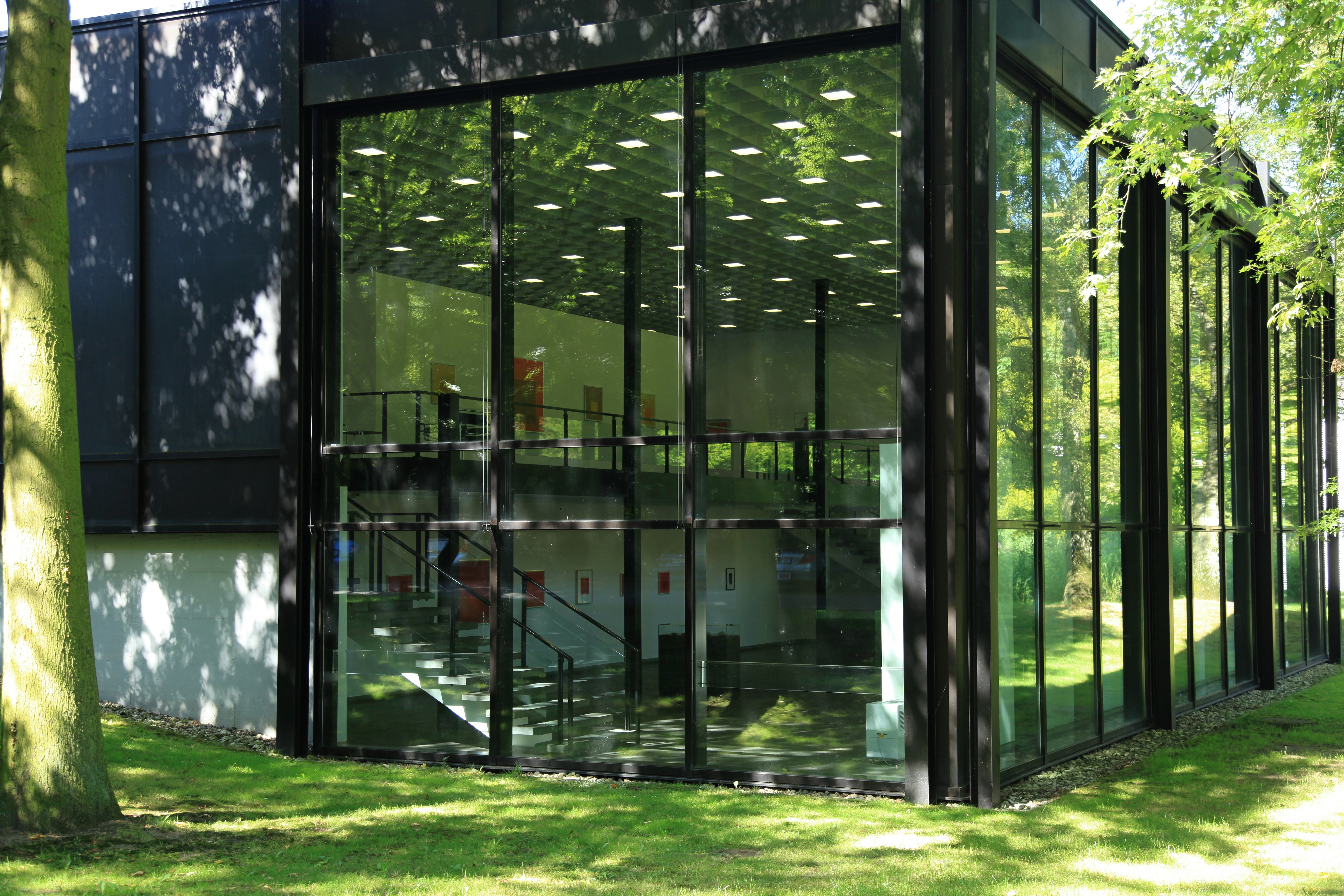
Detail des ersten Baus von Bernhard Küppers, 1976 (Foto: 2012)

### Die Quadratbauten von Bernhard Küppers
Die Besucher betreten das Museum über eine breite, ins Obergeschoss führende Treppe, die ins mittlere der drei diagonal gestellten Quadrate führt, die seit der Eröffnung 1976 dem Haus seinen populären Namen gegeben haben. Das tief liegende Erdgeschoss mit seinen Café- und Funktionsräumen ist eine Stahlbetonkonstruktion, im Obergeschoss mit Foyer und Ausstellungsräumen herrschen raumhohe Außenverglasungen des Stahlskeletts vor, die ungehinderten Blick in die Parklandschaft erlauben und zum angestrebten meditativen Museumserlebnis beitragen sollen. Der Architekt der Erweiterungen von 1976 und 1983, der Bottroper Stadtbaumeister Bernhard Küppers strebte so eine gewisse Entmaterialisierung der Architekturräume im Sinne einer Öffnung nach draußen, eine Wechselwirkung zwischen innen und außen an.
Auch die zweite Erweiterung durch Küppers aus dem Jahr 1983, erreichbar über eine Brücke aus Stahl und Glas, beruht in ihrer baulichen Form auf dem Quadrat als wesentlichem Element der Gestaltung. Der Grundriss für den Neubau wurde aus einem Quadrat von 28 x 28 m entwickelt, in das im Zentrum ein kleineres Quadrat von 14 x 14 m eingestellt ist. Über dem kleineren Quadrat ist ein innerer höherer Raum errichtet, als großer Ausstellungsraum.

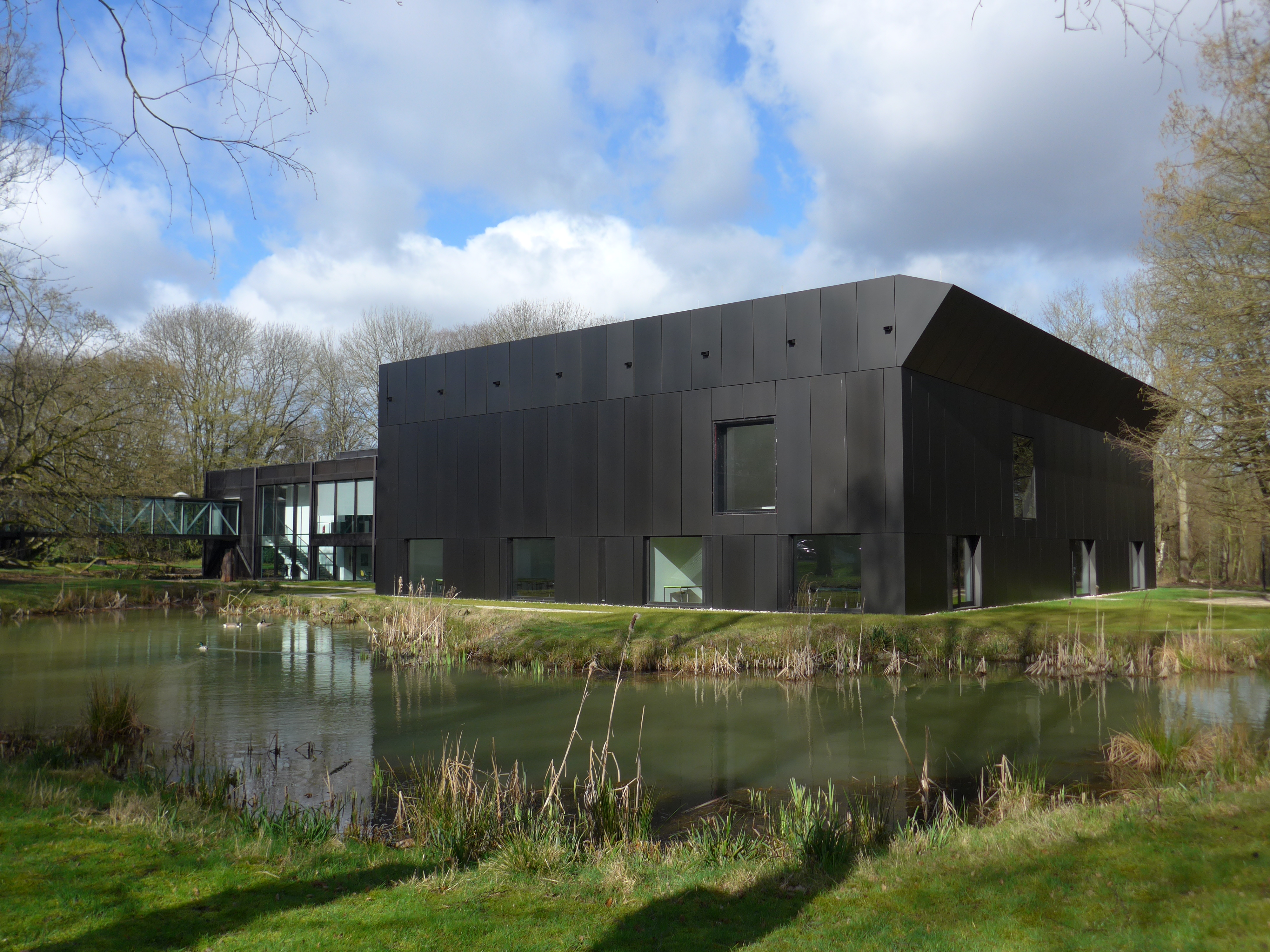
Die an den Bau von 1983 anschließende Erweiterung von 2022 (Foto: 2023)

### Die Josef-Albers-Galerie
Die bislang letzte Erweiterung schloss im Nordosten des Stadtgartens einen weiteren zweigeschossigen Baukörper der durch Brückengänge verbundenen Pavillongruppe an. Das Zürcher Büro Gigon/Guyer Architekten war aus einem Wettbewerb von 2016, zu dem 25 Büros eingeladen worden waren, als Sieger hervorgegangen. Die von ihnen entworfene Josef-Albers-Galerie wurde am 18. Oktober 2022 eröffnet.
Ihre Architektur weicht vom Küppers-Bau in der „quadratlosen“ Grundrissanordnung, der dunklen, metallisch anmutenden Außenhaut und deren Geschlossenheit deutlich ab. Gleichwohl fügt sie sich mit ihrer klaren, orthogonalen Formensprache harmonisch in das Museumsensemble ein.

## Sammlungen

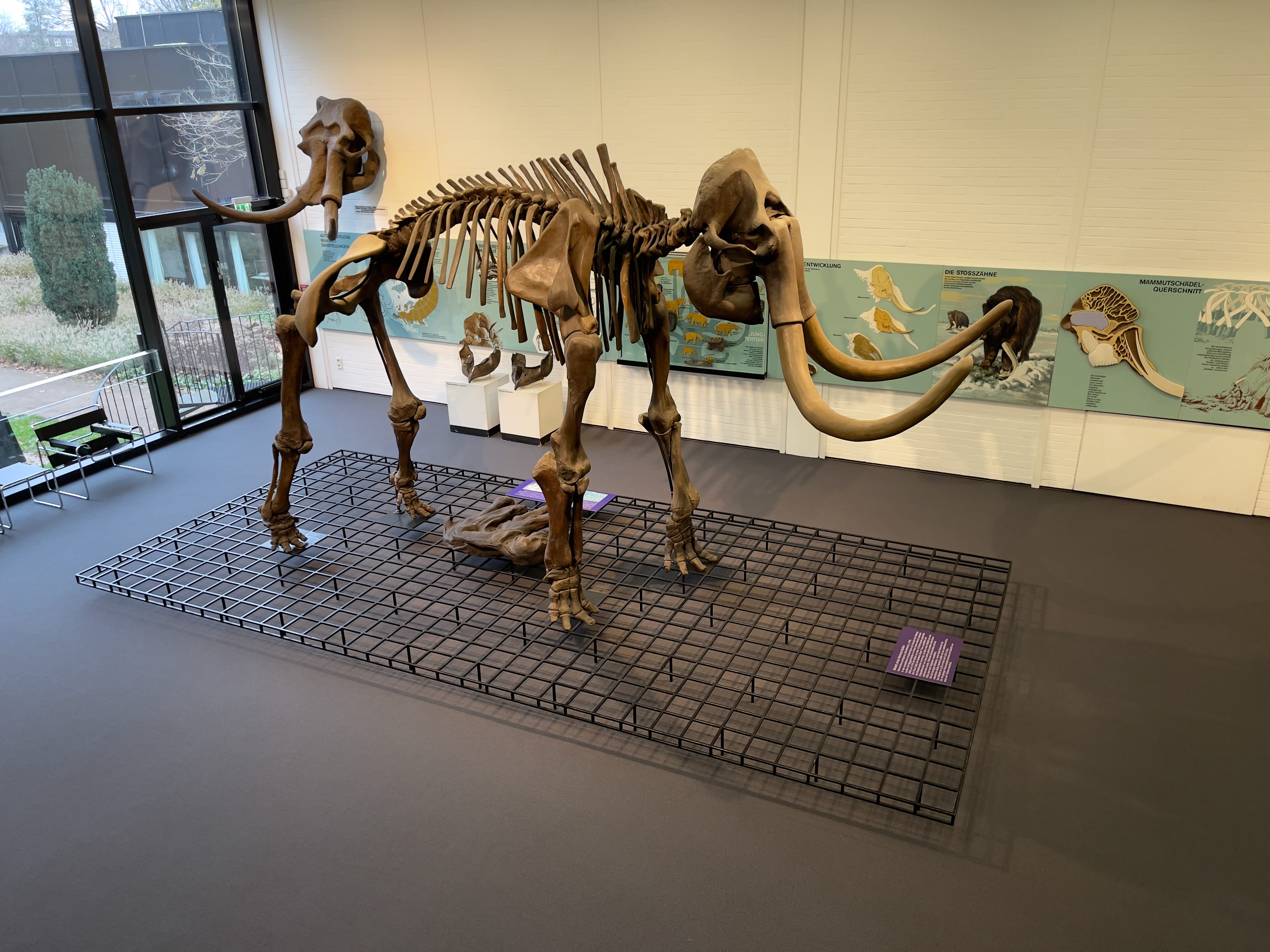
Mammut in der Eiszeithalle (Mammuthus primigenius). Bei Bauarbeiten am Rhein-Herne-Kanal in den 1960er-1970er Jahren freigelegt und mit Teilen von sechs individuellen Mammuten und Rekonstruktionen ergänztes Skelett. (Foto: 2022)

### Ur- und Ortsgeschichte
Der älteste Bau des Museums, eine alte Villa, beherbergt Sammlungen zur Natur- und Siedlungsgeschichte der Region, zur Ortsgeschichte (Heimatmuseum) und eine bergbaubezogene Mineraliensammlung. Die Sammlung mit Exponaten seltener eiszeitlicher Tiere und von Werkzeugen aus der Zeit des Neandertalers gehört zu den bedeutendsten in Europa. Im Mittelpunkt derEiszeithalle steht ein Skelett eines Mammuts. Viele der Exponate wurden bei Bauarbeiten während der industriellen Besiedlung des Ruhrgebietes gefunden, beispielsweise beim Bau von Straßen, Talsperren, Kanälen oder Schachtanlagen.
Die Naturgeschichte und damit die erdgeschichtliche Entwicklung von der Karbonzeit bis zur nachindustriellen Morphologie der Gegenwart wird dann auf rund 200 Quadratmetern im Erdgeschoss der Villa präsentiert. Das Obergeschoss widmet sich der historischen Stadtentwicklung von der Ur- und Frühgeschichte (Schwerpunkt das Urnengräberfeld am Westring) über das Mittelalter mit bedeutenden Herrensitzen bis zur Industrialisierung und der modernen Stadtgeschichte.

### Josef-Albers-Museum
Die Dauerausstellung im ersten Erweiterungsbau zeigt einen bedeutenden Teil der weltweit größten Sammlung von Werken des Bottroper Ehrenbürgers und Sohnes der Stadt, Josef Albers. Sie umfasst Werke des Bauhauskünstlers seit den frühen expressionistischen Werken, Selbstporträts, Landschaftsdarstellungen, Glasarbeiten, Resopalgravuren bis zu den berühmten „Huldigungen an das Quadrat“, in denen er sich mit dem Phänomen der Farbe auseinandergesetzt hat. 2013 wurden sieben weitere Gemälde angekauft, die durch seine Reisen nach Mexiko inspiriert sind. 2015 erwarb das Museum 27 seiner Fotomontagen aus den 1930er bis 1950er Jahren.

### Josef-Albers-Galerie
Das Museum besitzt schon länger Arbeiten von Künstlern, die mit Albers befreundet waren oder seiner konstruktiven oder Konkreten Kunst nahestehen. Inzwischen hat sich der Fokus des Ausstellungsprogramms und der Sammeltätigkeit verschoben auf jüngere Künstler und Fotografen, die als von Albers beeinflusst gelten können. Siehe unten die Liste der Sonderausstellungen. Einmal im Jahr findet auch eine Ausstellung mit Werken von Bottroper Künstlern statt.

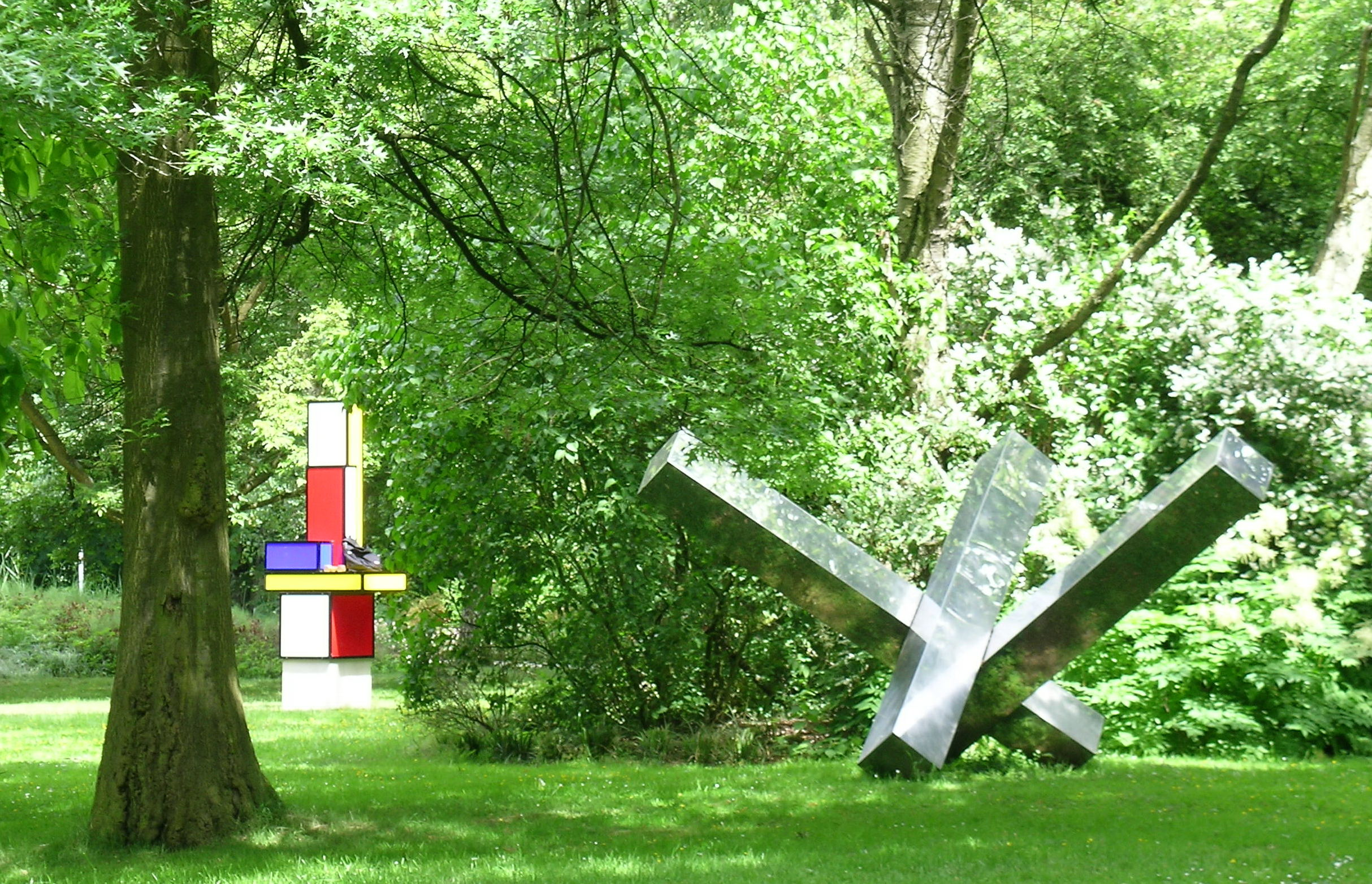
Im Skulpturenpark, vorne: Max Bill, „Einheit aus drei gleichen Volumen“, 1968. (Foto: 2009)

### Skulpturenpark
Rund um die im Bottroper Stadtgarten stehenden Museumsgebäude befindet sich der frei zugängliche Skulpturenpark Quadrat Bottrop. In ihm sind Skulpturen von unter anderem Max Bill, Walter Dexel, Hermann Glöckner, Friedrich Gräsel, Douglas Abdell, Erwin Heerich, Ernst Hermanns, Donald Judd, Norbert Kricke, Marcello Morandini, Hans Steinbrenner und Bernar Venet ausgestellt.

### Sonderausstellungen
- 2025: Color Everywhere
- 2024/25: 49. Jahresausstellung Bottroper Künstler und Einzelpräsentation Rebecca Bujnowski
- 2024/25: in Kooperation mit der Kunsthalle Düsseldorf: Sheila Hicks
- 2024: Sammlung²
- 2024: Catherine Cramer. The Long goodbye
- 2023/24: 48. Jahresausstellung Bottroper Künstler:innen mit der Einzelpräsentation Monika Lioba Lang[18]
- 2023/24: Kochen, Putzen, Sorgen. Care-Arbeit in der Kunst seit 1960[19]
- 2023: Quadrat Bottrop. Die Sammlung
- 2022/23: 47. Jahresausstellung Bottroper Künstler, Einzelpräsentation Luft, Licht, Linie von Petra Lamers[20]
- 2022/23: zur Eröffnung des Erweiterungsbaus: Josef Albers. Huldigung an das Quadrat
- 2022: James Howell. Resolution and Independence. Malerei[21]
- 2021/22: 46. Jahresausstellung Bottroper Künstler, mit der Einzelausstellung Evelina Velkaitė
- 2021: Patrick Faigenbaum. Fotografien 1974 – 2020
- 2021: Joseph Egan und Anton Himstedt. Common Ground
- 2020: Bernhard Fuchs. Mühl
- 2020: Laurenz Berges. 4100 Duisburg. Das letzte Jahrhundert
- 2019/20: 44. Jahresausstellung Bottroper Künstler. Malerei und Grafik, Skulptur und Fotografie. Einzelausstellung: Maike Dähn. Serienjunkie
- 2019: 100 Jahre Bauhaus. Der junge Josef Albers. Aufbruch in die Moderne
- 2019: Ulrich Erben. Festlegung des Unbegrenzten
- 2019: Michael Wolf. Bottrop-Ebel 76
- 2018/19: 43. Jahresausstellung Bottroper Künstler. Malerei und Grafik, Skulptur und Fotografie.Einzelausstellung André Kirschbaum. Perpetuum mobile.
- 2018/19: Bernhard Fuchs. Justin Matherly. Tobias Pils – Fotografie. Skulptur. Malerei.
- 2018 in der Villa Hügel (Essen): interaction. josef albers[22]
- 2018: Bernd und Hilla Becher. Bergwerke, Teil des Projekts Kunst & Kohle der RuhrKunstMuseen
- 2018: Jonas Weichsel. Parcours
- 2017/18: 42. Jahresausstellung Bottroper Künstler. Malerei und Grafik, Skulptur und Fotografie. Einzelausstellung Karina. LOVE
- 2017/18: Axel Hütte. Frühwerk
- 2017: Tobias Pils. Untitled (Room) & Marfa Paintings
- 2017: Claus Goedicke. Dinge. Fotografien 2007-2015
- 2016/17: Jahresausstellung Bottroper Künstler 2016. Einzelpräsentation: Wolfgang Fröhling 76 bis 16. Auf Anfang zurück
- 2016: Jerry Zeniuk. How to Paint
- 2016: Hubert Kiecol. WeissGlasSchwarzRot
- 2016: Andreas Karl Schulze. B OT BO TBO T
- 2016: Miles Coolidge. Fotografien und Chemical Pictures
- 2015/16: Walker Evans. Tiefenschärfe. Die Retrospektive
- 2015: Sol LeWitt. Wall Drawing 1176. For Josef Albers. Seven Basic Colors And All Their Combinations. In A Square Within A Square
- 2015: Ricardo Saro. Calle de Madrid. Malerei
- 2014/2015: Wade Guyton. Zum Projekt „25/25/25“ im Josef Albers Museum
- 2014: Fred Sandback. Zeichnungen und Skulpturen
- 2014: Bernhard Fuchs. Waldungen
- 2014: Josef Albers. First and Last. Homage to the Square 1950–1976
- 2013/14: Kunst als Erfahrung. Josef Albers als Lehrer – der Maler und seine Schüler
- 2013: Robert Adams: The Place We Live. Retrospektive des fotografischen Werks
- 2013: Kurt Kocherscheidt. Im Fluss der Bilder. Malerei
- 2012: Kazuo Katase. Gegenwart
- 2012: Ian McKeever. Hartgrove. Malerei und Fotografie
- 2012: Simone Nieweg. Natur der Menschen. Landschaftsfotografie
- 2011/12: Gotthard Graubner. Gespräch mit Josef Albers
- 2011: Yuji Takeoka. Museo
- 2011: Malerei auf Papier. Josef Albers in Amerika
- 2010/11: Letzte Bilder. Ad Reinhardt
- 2010: Alexej von Jawlensky und Josef Albers. Farbe. Abstraktion. Serie
- 2010: Bernd und Hilla Becher. Bergwerke und Hütten – Industrielandschaften
- 2009: Michael Venezia. Nacht wird Tag – Malerei
- 2009: Josef Albers. Farbbeziehungen – Studien und Malerei auf Papier 1940 – 1960. Ein Erwerb für die Sammlung des Josef Albers Museum
- 2009: Raimund Girke. Farbe und Licht – Malerei aus fünf Jahrzehnten
- 2009: Bernhard Fuchs. Straßen und Wege
- 2009: John Szarkowski. Photographs
- 2008: Farbe, Material, Raum. Donald Judd und Josef Albers
- 2008: Judith Joy Ross. Living With War. Portraits 1983–2007
- 2007/2008: James Bishop. Leinwand und Papier
- 2007: Klaus Staudt. Amerikanische Zeichnungen
- 2007: Pia Fries. Malerei 1990–2007
- 2007: Joachim Brohm. Ruhr
- 2007: Anni und Josef Albers. Begegnung mit Lateinamerika
- 2006/2007: Anton Stankowski. Aspekte des Gesamtwerks
- 2006: Globus Dei. Der Ball und die Kunst
- 2006: Helmut Dorner. Malerei 1988–2005
- 2006: Sabine Funke. Gemälde. Skulptur. Ein Raum für Luis Barragán.
- 2005: Sol LeWitt. Seven Basic Colors And All Their Combinations In A Square Within A Square. Walldrawing for Josef Albers
- 2005: Carol Huebner Venezia. Boxers Fotografien aus New York und Italien
- 2005: Ernst Hermanns. Skulpturen
- 2005: Giorgio Morandi. Landschaft
- 2005: Arno Schmidt. Vier mal vier – Fotografien aus Bargfeld
- 2004/2005: Kimber Smith. Malerei 1956–1980
- 2004: Ulrich Rückriem im Albers Museum
- 2004: Nicholas Nixon. The Brown Sisters
- 2004: Jan Jedlicka. Maremma 1980–2001
- 2004: Agnes Martin. The Islands
- 2004: Albers in Bottrop. Die Sammlung in neuer Gestalt.
- 2004: Robert Adams. The New West
- 2003/2004: James Ensor. Vision und Aufruhr
- 2003: Leo Erb. Ein Leben in Weiß
- 2003: Judith Joy Ross. Portraits in America
- 2003: Antonio Calderara. Hommage zum 100. Geburtstag
- 2003: Rolf Nolden. Prioritäten. Skulpturen und Zeichnungen
- 2002: Francisco de Goya. Die graphischen Zyklen
- 2002: Klaus Staudt. Retrospektive 1957–2002
- 2002: Miyoshi Kazuyoshi. Weltkulturerbe in Japan
- 2002: Alfred Erhardt. Photographien
- 2002: Ben Willikens. Orte und Räume der Moderne
- 2002: Georg Tappert. Photographische Augenblicke eines Malers
- 2002: Lichtseiten
- 1999: Bilder vom Menschen. Fotografien
- 1986: Raimund Girke. Malerei 1956–1986
- 1986: Hans Steinbrenner. Skulpturen 1982–1985

## Museumsverein
Das Quadrat wird gefördert durch den am 24. April 2006 gegründeten Museumsverein mit rund 400 Mitgliedern unter der Leitung von Alexander Natz und Johannes von der Gathen (Stand: 2024). Er unterstützt das Albers Museum bei seiner Vermittlungsarbeit, und er fördert wichtige Ausstellungen und Kunstankäufe des Hauses, um dessen Ansehen nachhaltig zu steigern.